# Peter Frankenfeld
Peter Frankenfeld (Berlín, 31 de mayo de 1913-Hamburgo, 4 de enero de 1979) fue un actor, cantante y presentador de radio y televisión alemán.

## Biografía
Su verdadero nombre era Willi Julius August Frankenfeldt, y nació en Berlín, Alemania.
Tras la Segunda Guerra Mundial trabajó como intérprete del gobierno militar estadounidense, y en 1948 empezó a trabajar en programas de radio. Frankenfeld fue un pionero de los concursos quiz de la radio y televisión de la República Federal de Alemania, llegando a ser el presentador más conocido del país. Es conocido por algunos números clásicos, entre ellos «Der Überzieher», «Die Bürgschaft» o «Die Wetterkarte».
En 1962 él y el Heinz Dunkhase descubrieron el número de comedia «Dinner for One» en Blackpool, el cual fue representado poco después en un show en directo de Frankenfeld, y grabado el 8 de julio de 1963. El número fue emitido de manera ocasional en la televisión alemana, hasta que obtuvo una emisión fija en la víspera de Año Nuevo de 1972.
Peter Frankenfeld falleció en Hamburgo, Alemania, en 1979. Fue enterrado en el Cementerio de Wedel.

## Premio Peter Frankenfeld
Este premio a la versatilidad artística y al compromiso humanitario fue presentado por la viuda de Frankenfeld, Lonny Kellner. Los ganadores del premio son André Holst, Georg Preuße, Hape Kerkeling y Michael Herbig.

## Premios
- 1959 Goldener Bildschirm
- 1966 Verleihung der Goldenen Kamera por Vergißmeinnicht
- 1970 Orden del Mérito de la República Federal de Alemania de Primera Clase
- 1979 Premios Bambi a título póstumo por su trayectoria
- 1980 Verleihung der Goldenen Kamera, recibido junto a Hans Rosenthal y Peter Alexander

## Discografía
- Peters Wundertüte
- Valsch Ferbunden!
- Peters Bastelstunde
- Als Oma noch kniefrei ging
- Als Opa noch schwofen ging
- Taktik des Ehekriegs
- Gymnastik und Tanz für Ältere
- Peter Frankenfeld und seine Freunde
- Danke, Peter Frankenfeld (póstumo)
- Humor ist Trumpf (póstumo)

Singles:
- 1961 Bum-Budi-Bum, das kann gefährlich sein / Es muss nicht immer Nacht sein (con Lonny Kellner)
- 1975 Im Fahrstuhl / Reeperbahn-Bummel (con Horst Ackermann)

## Programas de radio
- 1948 Guten Morgen allerseits
- 1948 Bunte Abende
- 1948 So ein Zufall
- 1948 Funk und Flax
- 1948 Peters Bastelstunde
- 1949 Eintritt frei
- 1952 Lieblingsmelodien unserer Hörer
- Der Musikpavillon
- 1953 Wer zuletzt lacht …
- 1952 Frankfurter Wecker
- 1962 Was hätten Sie gesagt?
- Valsch Ferbunden
- Weitere Musiksendungen

## Televisión
- 1952 Eine nette Bescherung
- 1953 Wer will, der kann
- 1954 1:0 für Sie
- 1955 Einzelsendungen
- 1956 Bitte recht freundlich
- 1957 Toi – Toi – Toi
- 1957 Viel Vergnügen
- 1959 Heute Abend Peter Frankenfeld
- 1959 Dotto
- 1960 Guten Abend!
- 1963 Aller Unfug ist schwer
- 1963 Und Ihr Steckenpferd
- 1964 Einmal anders
- 1964 Vergißmeinnicht
- 1968 Televisitationen
- 1971 Sie und Er im Kreuzverhör
- 1975 Musik ist Trumpf

## Filmografía como actor
- 1955: Wunschkonzert
- 1959: Paprika
- 1959: Natürlich die Autofahrer
- 1962: Genosse Münchhausen
- 1972: Olympia – Olympia